# Jan Křinecký-Čiolek
Jan (Čiolek) Křinecký (21. května 1908 Čejetičky – 30. července 1996 Praha) byl farář Církve československé husitské.

## Život
Narodil se s příjmením Čiolek po polském otci. Matka Marie, rozená Pavlíčková se do svých šestadvaceti let živila posluhou u sedláka v Luštěnicích, otec Jan byl původně horník, později pracoval na dráze jako posunovač a průvodčí nákladních vlaků. Po vychození obecné školy a klasického gymnázia v Mladé Boleslavi (1928) absolvoval prezenční vojenskou službu. Poté krátce působil jako výpomocný učitel v Hřivně na Mladoboleslavsku (1930) a jako učitel a správce školy ve Stvolínkách (1930–1931) a Svébořicích (1931–1932) na Českolipsku.
Nemajetní rodiče synovi umožnili přihlásit se na teologická studia. Na Husovu československou evangelickou fakultu bohosloveckou v Praze byl zapsán v roce 1934. Chtěl se stát knězem Církve československé husitské, do které přestoupil v roce 1924.  Studia dokončil v roce 1938. Po složení druhé státní zkoušky byl 23. října 1938 biskupem Stanislavem Kordulem vysvěcen na kněze a ustanoven jako zástupce faráře v Polici nad Metují. Po nástupu do farářské služby v roce 1938 mu byla povolena změna příjmení na Křinecký. V té době byl krátce ženatý s Aloisií, rozenou Dlouhou, sňatek uzavřeli 27. září 1938. V manželství se narodila dcera Bohdana (*1945). Již od roku 1942 manželé vychovávali schovanku Marii Vackovou (*1931). 
V náboženské obci byl za jeho působení v září 1940 otevřen sbor apoštola Pavla.
Až do zatčení královéhradeckým gestapem 23. března 1943 se knězi dařilo život farnosti, čítající na začátku 30. let přes 1200 členů, konsolidovat a oživovat. V národním odboji se zapojil do činnosti skupiny Josefa Adriana z Kolína. Při setkáních s tímto čelným pracovníkem odbojové skupiny Prstýnkáři (Všeobecné národní hnutí – Československý odboj domácí) na Kolínsku opakovaně obdržel ilegální letáky a tiskoviny. V místě své farnosti se angažoval v podpoře rodin po zatčených a popravených českých vlastencích.
První výslechy podstoupil v Hradci Králové, odkud byl převezen do pankrácké věznice v Praze. Tam si 21. dubna 1943 vyslechl rozsudek, kterým byl odsouzen k 15 měsícům vězení. Trest si odpykával v Drážďanech a v Budyšíně. Ve výkonu trestu u něj propuklo infekční onemocnění – nakazil se při práci v ševcovské dílně – a musel být operován. Na manželčinu žádost byl s trvalými následky 19. května 1944 propuštěn. Po nezbytné léčbě byl od 8. srpna 1944 umístěn na práci ve velkostatku Stránov u Mladé Boleslavi.
K duchovenské službě se nakrátko vrátil po osvobození Československa, když od června do prosince 1945 sloužil (jako kněz) v Liberci. Zdravotní omezení mu ale dále neumožňovala ve službě pokračovat, nastoupil tedy na učitelské místo v obecné škole v Housce u Doks. Od 1. září 1946 přijal funkci okresního tajemníka Československé strany národně socialistické ve Frýdlantu v Čechách, kde působil do února 1948. 
Ke kněžské službě se vrátil v květnu 1948, kdy byl ustanoven pomocným duchovním v Českých Budějovicích. V srpnu téhož roku byl přeložen do nově zřízené náboženské obce Doksy. Za dva roky v září 1950 se stěhoval do Duchcova. Náboženskou obec spravoval až do svého zatčení StB. Vedle kněžské služby se angažoval ve společenských a politických funkcích. Byl členem Svazu československo-sovětského přátelství a spolku Krematorium. V Okresním výboru ochránců míru zastával v letech 1951–1953 funkci místopředsedy, v místní pobočce Svazu protifašistických bojovníků byl zvolen sociálním referentem. Na počátku 50. let se tedy rozhodně neprojevoval jako otevřený odpůrce komunistického režimu. 
Již z dob studií se znal s pozdějším dlouholetým farářem Církve československé husitské v Chomutově Oldřichem Ptáčkem. Právě on svého kolegu Jana Křineckého na podzim 1953 spojil s ilegální organizací „Legie Svobody-DAAK“. Za tím účelem mu v listopadu toho roku sjednal schůzku s čelným představitelem této organizace Svatoplukem Vašákem. Na schůzce byl informován o cílech odbojové skupiny, která byla v té době rozvětvena již v několika okresech Ústeckého kraje. Obdobně jako za druhého odboje obdržel Jan Křinecký asi dvacet kusů letáků nadepsaných „Občane československý“ a rámcový program a organizační řád „Legie Svobody-DAAK“.  Organizace plánovala aktivně zasáhnout do blížících se voleb v r. 1954. Farář měl za tím účelem vytvořit novou odbočku odbojové skupiny na Duchcovsku. Ovšem již krátce po prvním kontaktu Křineckého s Vašákem začala StB, která v té době skupinu již monitorovala, realizovat mezi jejími členy zatýkací akci. Farář proto v protistátní činnosti nepokračoval a žádnou další iniciativu v budování ilegální sítě spolupracovníků nevyvíjel.
Ve středu 21. dubna 1954 se na faru do Duchcova dostavili příslušníci Sboru národní bezpečnosti, aby zde provedli kontrolu rozmnožovacích přístrojů. Během ní objevili a zabavili jeden nezaregistrovaný cyklostyl. Farář byl na druhý den pozván na stanici Sboru národní bezpečnosti, odkud si jej odvezli příslušníci StB, a více se domů nevrátil. Odvezen byl do věznice v Litoměřicích. Po ukončení vyšetřovací vazby byl v Litoměřicích 29. července 1954 rozsudkem Krajského soudu v Ústí nad Labem odsouzen za trestný čin velezrady k šesti letům těžkého žaláře a ztrátě čestných práv občanských na deset let. K výkonu trestu byl umístěn do Nápravně pracovního tábora Valdice. Přes opakované žádosti byl podmínečně propuštěn až krátce před vypršením délky trestu dne 7. října 1959. 
Mnohaletým vězněním byl Jan Křinecký odloučen od své dcery Bohdanky, navíc se mu rozpadlo manželství. Po opuštění výkonu trestu se tedy farář nemohl vrátit ke své rodině, odjel proto k sestře Marii do rodných Čejetiček. Do farářské služby se již nikdy nevrátil.